# Alan Wilson (musicien)
Pour les articles homonymes, voir Alan Wilson et Wilson.
 (septembre 2017).
Si vous disposez d'ouvrages ou d'articles de référence ou si vous connaissez des sites web de qualité traitant du thème abordé ici, merci de compléter l'article en donnant les références utiles à sa vérifiabilité et en les liant à la section « Notes et références ».
Alan Christie Wilson, né le 4 juillet 1943 à Arlington (Massachusetts), et mort le 3 septembre 1970 à Los Angeles en Californie, est un musicien américain, cofondateur et leader du groupe Canned Heat, surnommé « the Blind Owl » (« le hibou aveugle ») en raison de son visage rond, de sa nature studieuse, et de sa très mauvaise vue. Il fait partie du Club des 27.

## Biographie

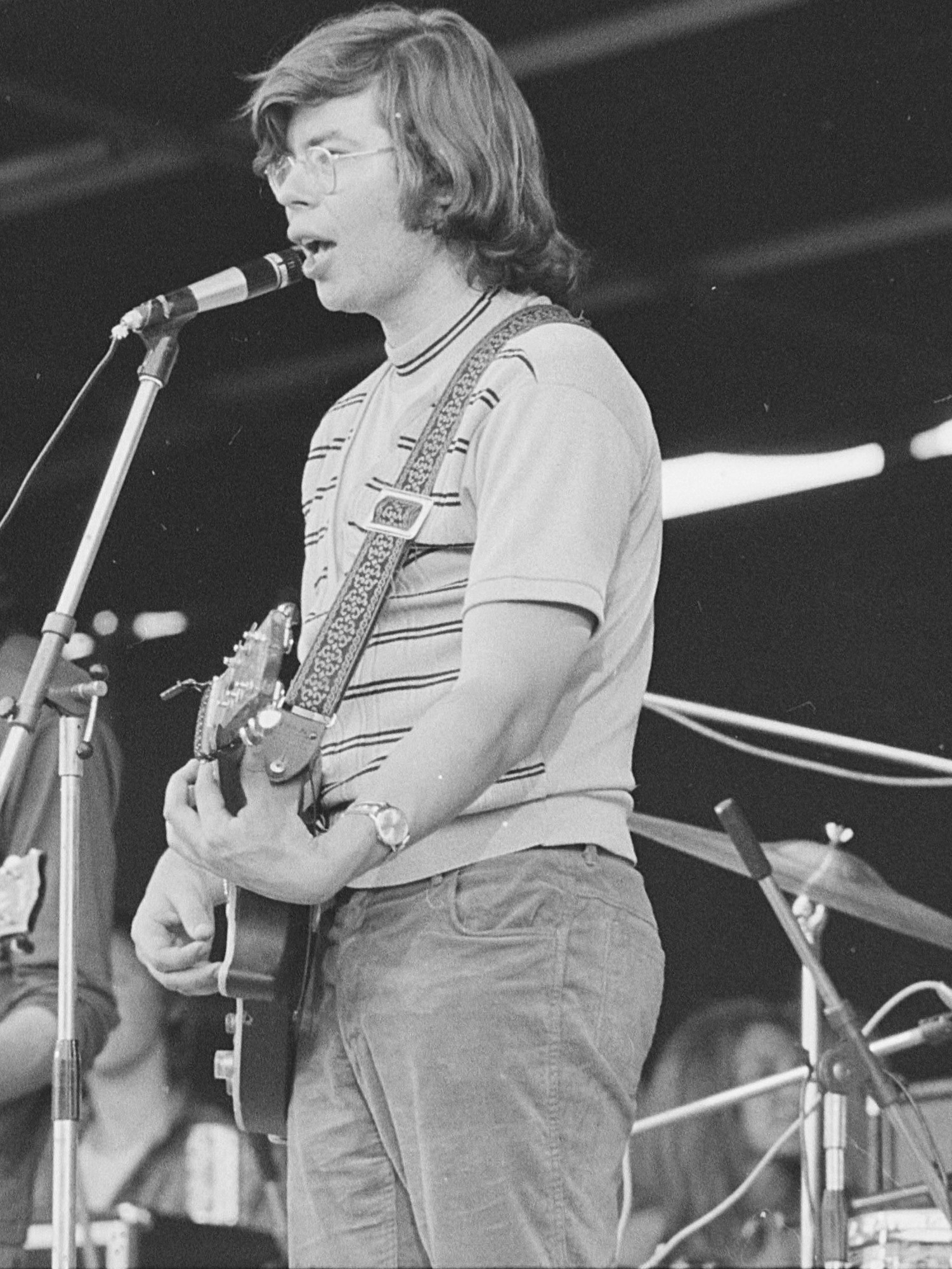
Alan Wilson en concert, en 1970.

Fils d'une pianiste, Alan Wilson passe son diplôme de musicologie à l'Université de Boston. Excellent harmoniciste et solide guitariste, expert dans les origines du blues, il a été particulièrement influencé par Robert Johnson, Charley Patton, Tommy Johnson, John Lee Hooker, Muddy Waters, Booker White, Skip James et Son House, qu'il accompagne sur son album Father of the Blues en 1965.
En novembre 1965, il fonde avec son ami le chanteur et harmoniciste Bob Hite, tout aussi passionné de blues que lui, un groupe de blues-rock, Canned Heat, en hommage au Canned Heat Blues de Tommy Johnson. Alors que le chanteur habituel du groupe est Hite, Alan interprète quelques-uns des grands tubes de  Canned Heat, On the Road Again et Going Up the Country, où, comme les bluesmen noirs Tommy Johnson et Skip James, il passe de la voix de poitrine à la voix de tête, donnant à ces morceaux leur caractéristique. Dans On the Road Again, il assure le chant, les parties de tampura, d'harmonica et de guitare, enregistrés sur des pistes différentes. Il est musicien de session à l'harmonica pour Fred Neil en 1966.
Il participe avec le groupe à de nombreux festivals de l'époque dont Monterey en 1967, Woodstock, en 1969. En 1970, il réalise son rêve et enregistre un album avec le légendaire bluesman John Lee Hooker, qui le présente comme le meilleur harmoniciste de la planète. Au début du mois de septembre 1970, Canned Heat est en Angleterre. Le groupe vient de participer à la troisième édition du festival de l'île de Wight, en prélude à une nouvelle tournée européenne. Alan Wilson décide de rentrer quelques jours en Californie. Militant écologiste actif, il avait collaboré à la création de la " Music Mountain Foundation", une organisation formée dans le but de préserver les séquoias d'un secteur nommé "Skunk Cabbage Creek" en Californie du Nord. Le 3 septembre 1970, son corps est découvert dans un sac de couchage à Topanga Canyon, près de Los Angeles. Il avait choisi de passer la nuit en solitaire, au milieu de la nature qu’il aimait tant. Dépressif, il succombe à une overdose de drogue à 27 ans. Il rejoint le club des 27 (artistes morts à 27 ans), suivi quinze jours plus tard par Jimi Hendrix, puis un mois après par Janis Joplin. Stephen Stills lui dédie sa chanson Blues Man de l'album Manassas ainsi qu'à Jimi Hendrix et Duane Allman.